# Agasarahalli (Krishnarajpet)
Agasarahalli là một làng thuộc tehsil Krishnarajpet, huyện Mandya, bang Karnataka, Ấn Độ.